# Ingrid van Houten-Groeneveldová
Ingrid van Houten-Groeneveldová (21. října 1921, Berlín – 30. března 2015, Oegstgeest) byla nizozemská astronomka narozená v Německu.

## Život
Vystudovala astronomii na univerzitě v Heidelbergu. Roku 1944 se stala asistentkou na heidelberské hvězdárně. Po válce pracovala na částečný úvazek v Astronomickém ústavu v Heidelbergu. V letech 1948–1951 spolupracovala s profesorem Alfredem Bohrmannem na katalogu přesných poloh slabých hvězd. Od roku 1950 se věnovala objevování asteroidů, za svůj život jich objevila několik tisíc. V roce 1952 ji o spolupráci požádal slavný nizozemský astronom Gerard Kuiper, když potřeboval pomoc s mapováním planetek a asteroidů. Pracovala na tomto výzkumu v Yerkes Observatory a na výzkumu se podílel i Tom Gehrels. Jejím nástupcem v Yerkes se roku 1954 stal nizozemský astronom Cornelius van Houten z observatoře v Leidenu. V listopadu 1955 se Groeneveldová vrátila na Yerkes, aby pomohla dokončit měření a napsat článek. Houten a Groeneveldová se přitom sblížili a ještě než opustili Spojené státy, rozhodli se pro sňatek. Vzali se však až v Evropě. V roce 1957 přešla Houten-Groeneveldová na Leidenskou univerzitu a pracovala zde na studiu komet. V roce 1960 vznikl v Leidenu Palomarsko-Leidenský výzkumný projekt, na němž se podílel Kuiper i Gehrels (pracující na Palomarské observatoři), přičemž Leidenská univerzita zpracovávala snímky, které z Palomaru posílal Gehrels.